# Zhang Degui
Zhang Degui (张德贵S, Zhāng DéguìP; 20 giugno 1957) è un ex cestista cinese.

## Carriera
Con la Cina ha preso parte ai Campionati mondiali del 1990.